# Nemesbőd
Nemesbőd is een plaats (község) en gemeente in het Hongaarse comitaat Vas. Nemesbőd telt 664 inwoners (2001).

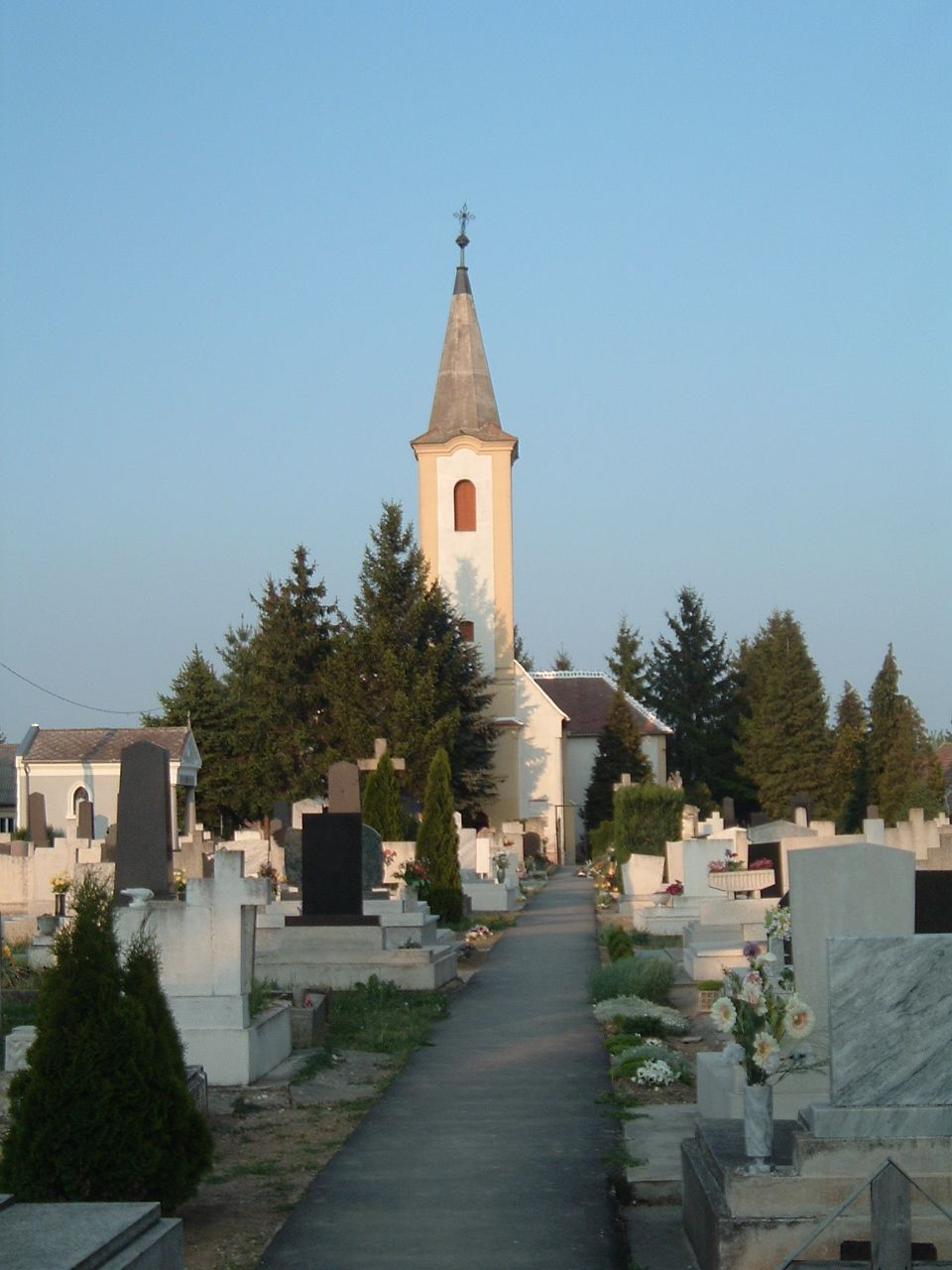
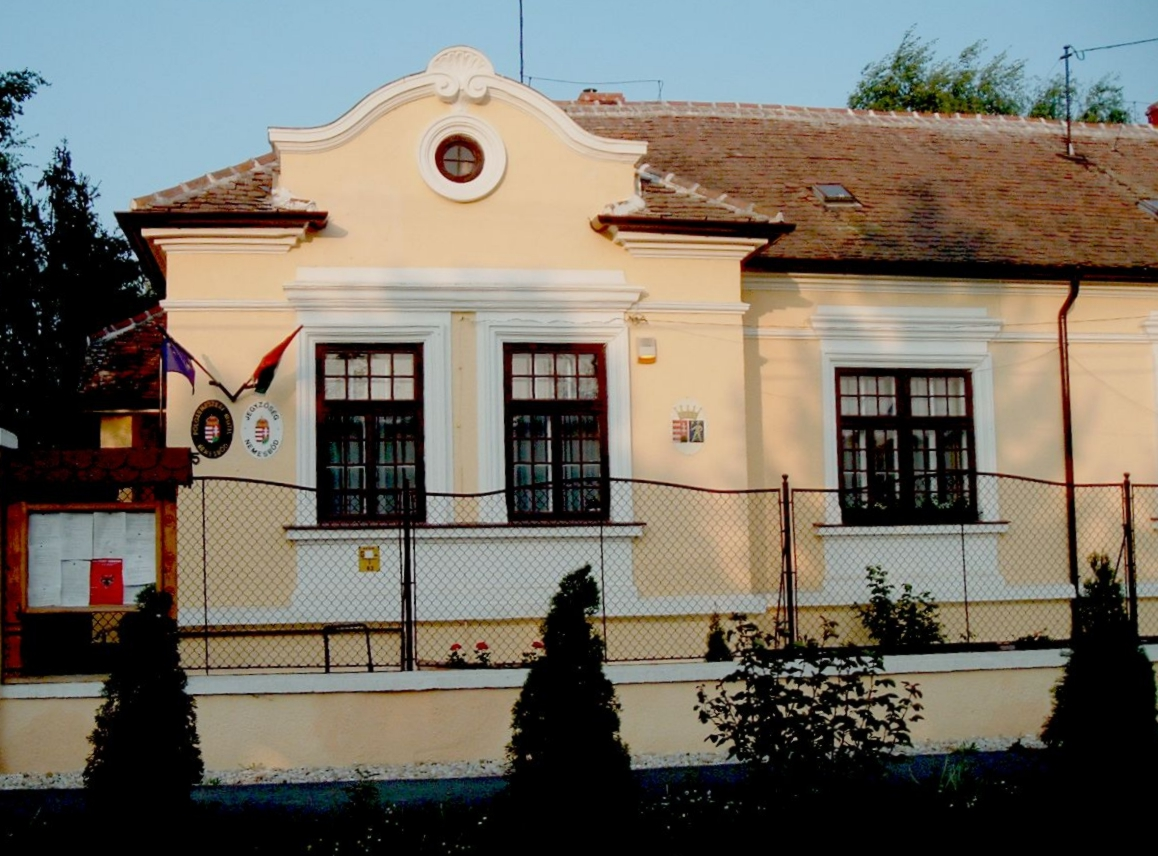